# Al Murar
Al Murar è un quartiere di Dubai.

## Geografia fisica
Al Murar si trova nel settore orientale di Dubai nella zona di Deira (Dubai) e coinfina verso nord con Deira Corniche, Naif a sud, Ayil Nasir ad ovest e Al Baraha ad est. Il nome della località deriva dal nome della tribù che la maggior parte delle famiglie residenti appartiene. Al Murar è la zona residenziale nel cuore del quartiere centrale degli affari di Deira.